# Bill Sinigal
Bill Sinegal (New Orleans, 13 mei 1929 - 14 april 2014) was een Amerikaanse bluesgitarist en songwriter. Hij is vooral bekend van zijn nummer "Second Line".
Sinegal speelde tenorsaxofoon en C-melodiesaxofoon. Hij studeerde contrabas aan de Grunewald School of Music. Hij diende in het Amerikaanse leger tijdens de Tweede Wereldoorlog. Na de oorlog werkte hij in begeleidingsbands in New Orleans voor muzikanten als Guitar Slim, Tommy Ridgley en Sugar Boy Crawford. In 1959 begon hij te spelen met Earl King. Hij toerde in de jaren 1960 uitgebreid met Curtis Mayfield en Dee Clark.
In 1964 bracht hij een R&B-single uit met Bill Sinegal en de Skyliners genaamd Second Line, Parts 1 & 2, met ritmes van een traditioneel second Line (parades) brassbandnummer, "Joe Avery's Blues". Het nummer werd opgenomen in de studio van Cosimo Matassa met Milton Batiste op trompet, James Rivers op tenorsaxofoon en Ellis Marsalis op piano. Het was de eerste hitsingle van het label "White Cliffs", dat Matassa in 1962 begonnen was. Second Line werd een Mardi Gras-standaard.
Eind jaren 1960 verliet hij de muziekwereld om als fotograaf te gaan werken. Sinegal overleed op 14 april 2014.
- Library of Congress Control Number: n2018031557
- MusicBrainz: 40df4cb8-91ba-4bc1-af0a-e3297f2a909e
- Virtual International Authority File: 2464152821999701040009
- WorldCat: E39PBJfWWGYRhwqPTKypPHDyVC